# Sowno (Stargard)
Sowno (deutsch Hinzendorf) ist ein Dorf der  Gemeinde Stargard (Stargard in Pommern) in der polnischen Woiwodschaft Westpommern.

## Geographische Lage
Sowno liegt in Hinterpommern, etwa 14 Kilometer nordwestlich des  Stadtzentrums von Stargard und 22 Kilometer östlich von Stettin (Szczecin). Die Ortschaft befindet sich an der linken  Seite  des Flusses Ina (Ihna).

## Geschichte
Das Dorf, das einmal Butterdorf geheißen haben soll, schenkte der pommersche Herzog Johann Friedrich (1542–1600) seinem Hofnarren Georg Hinze, allgemein Klaus Hinze genannt. Es hieß seither Hinzendorf. Hinze hatten es die Dorfbewohner zu verdanken, dass sie von der  Pflicht entbunden wurden, an der Wolfsjagd teilnehmen zu müssen. Um das Jahr 1780 gab es in Hinzendorf drei Kossäten, unter denen sich auch der Dorfschulze befand, zwölf Büdner und insgesamt 16 Haushaltungen.
Um 1930 hatte die Gemarkung der Gemeinde Hinzendorf eine Flächengröße von 1,7 km², und auf dem Gemeindegebiet standen insgesamt 65 Wohngebäude an fünf  Wohnorten:
- Ficksradung
- Hankenhof
- Hinzendorf
- Ihnazoll
- Neuenkamp

Bis 1945 gehörte Hinzendorf zum Landkreis Naugard in der Provinz Pommern. Gegen Ende des Zweiten Weltkriegs wurde Hinzendorf Anfang März 1945 von der Sowjetarmee besetzt. Nach Kriegsende wurde die Ortschaft unter als Sowno Teil Polens.

## Entwicklung der Einwohnerzahl
| Jahr | Anzahl | Anmerkungen                                                     |
| ---- | ------ | --------------------------------------------------------------- |
| 1817 | 177    |                                                                 |
| 1925 | 352    | in 98 Haushaltungen, davon 349 Protestanten und drei Katholiken |
| 1933 | 715    |                                                                 |
| 1939 | 730    |                                                                 |
| 2012 | 533    |                                                                 |

## Sehenswürdigkeiten
Der Grabstein von Georg Hinze. Die Kirche oder Kapelle von Hinzendorf, die auf dem Friedhof stand, war um die Mitte des 17. Jahrhunderts völlig zerstört worden und war auch um 1780 noch nicht wieder hergerichtet. Der Grabstein Georg Hinzes hatte bis dahin neben seinem Grab auf dem Friedhof an einer Eiche gestanden. Später wurde der Grabstein in eine Kirchenwand eingemauert. Der Grabstein zeigt Hinze mit einer Mütze mit Schellen, einer Hirtentasche am Leibriemen und mit einer zepterähnlichen Hirtenkeule in der rechten Hand. Neben seinen Füßen liegt ein umgefallener Bierkrug mit geöffnetem Deckel. Auf seinen Wangen sollen die Anfangsbuchstaben seines Namens eingraviert sein: G. H. Auf der nur noch teilweise lesbaren lateinischen Inschrift des Grabsteins ist als Todestag der 17. März 1599 angegeben.

Kunstgegenstände in der Dorfkirche
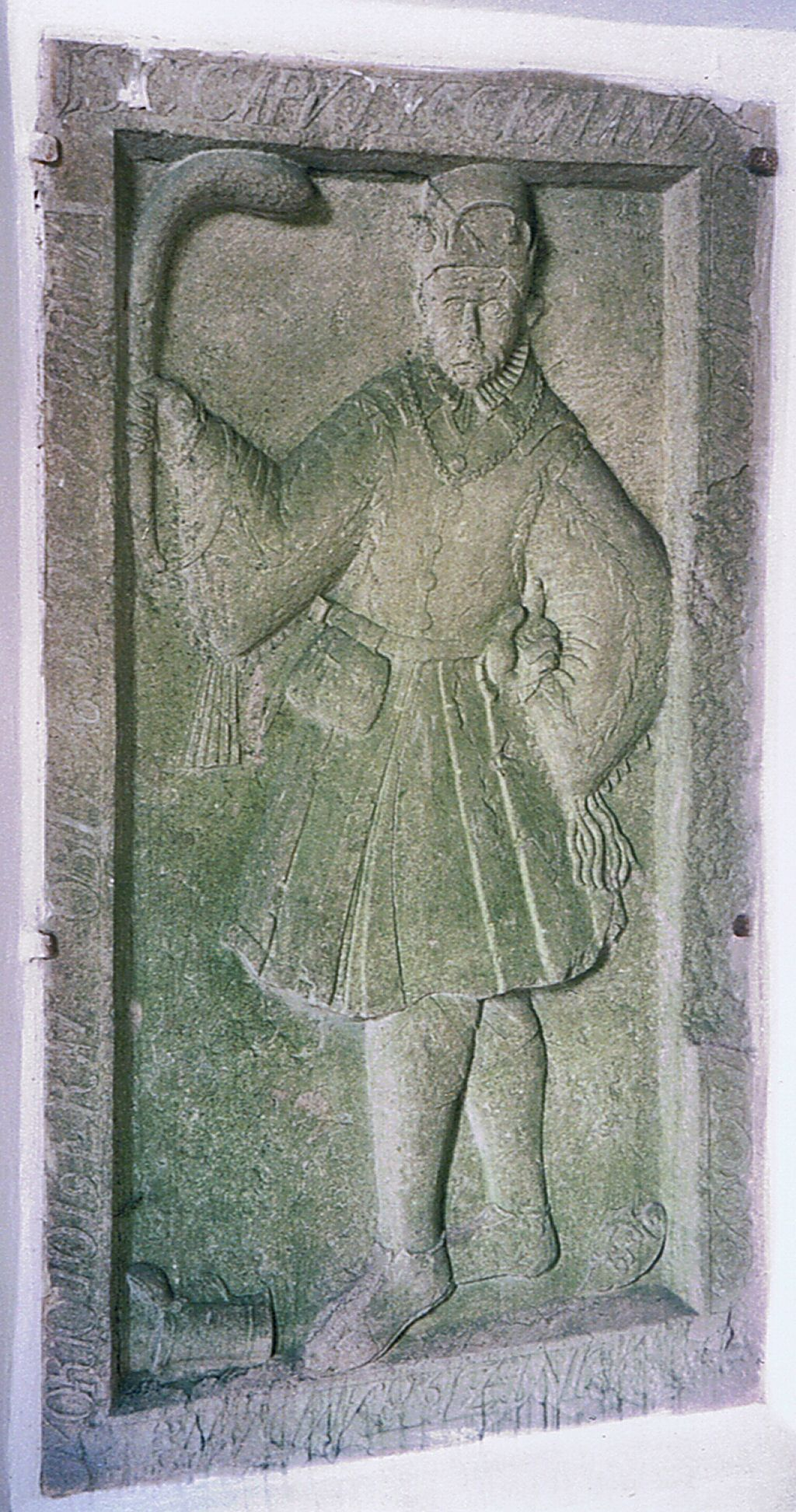
Grabstein für  Georg Hinze († 1599)
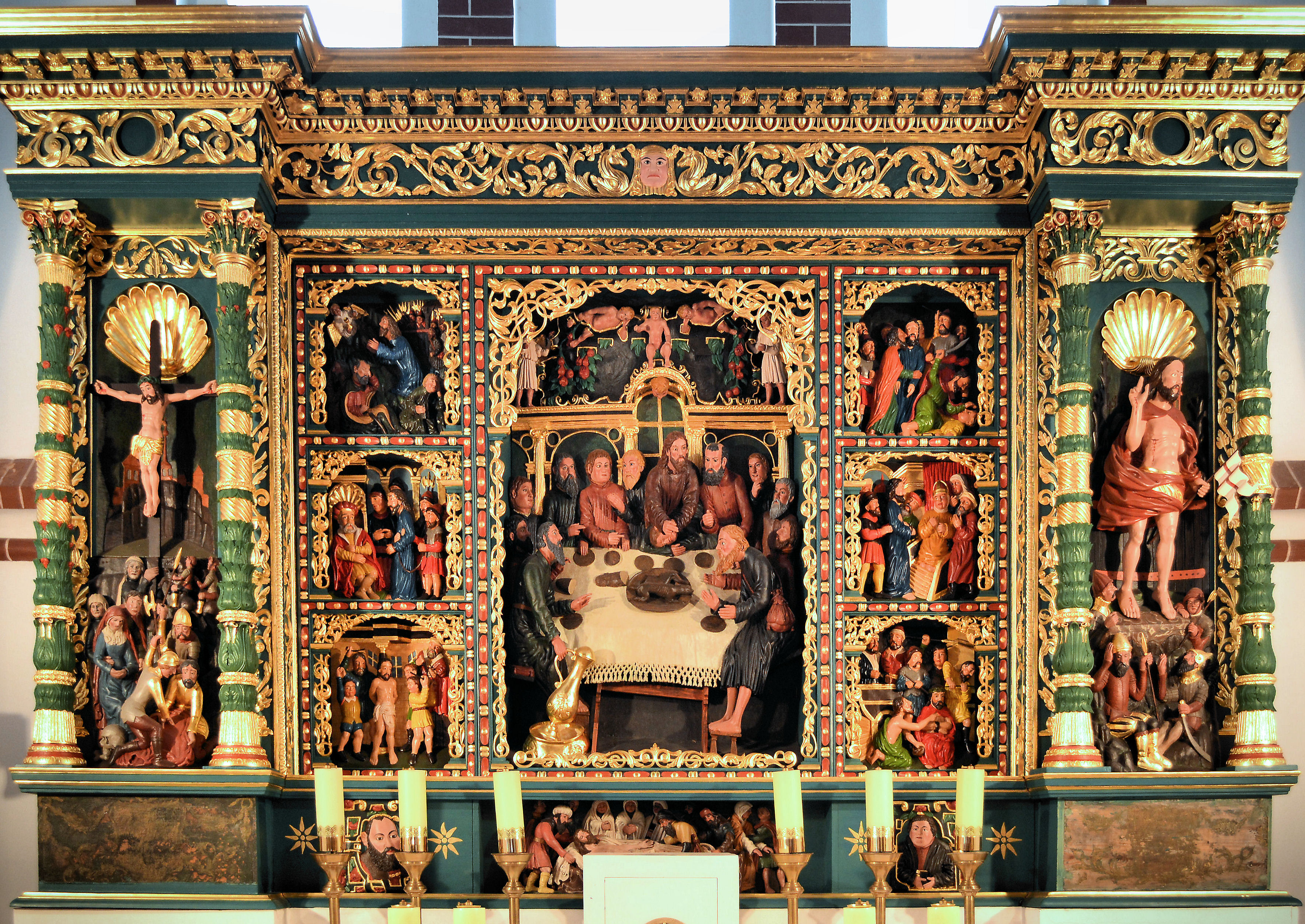
Altar
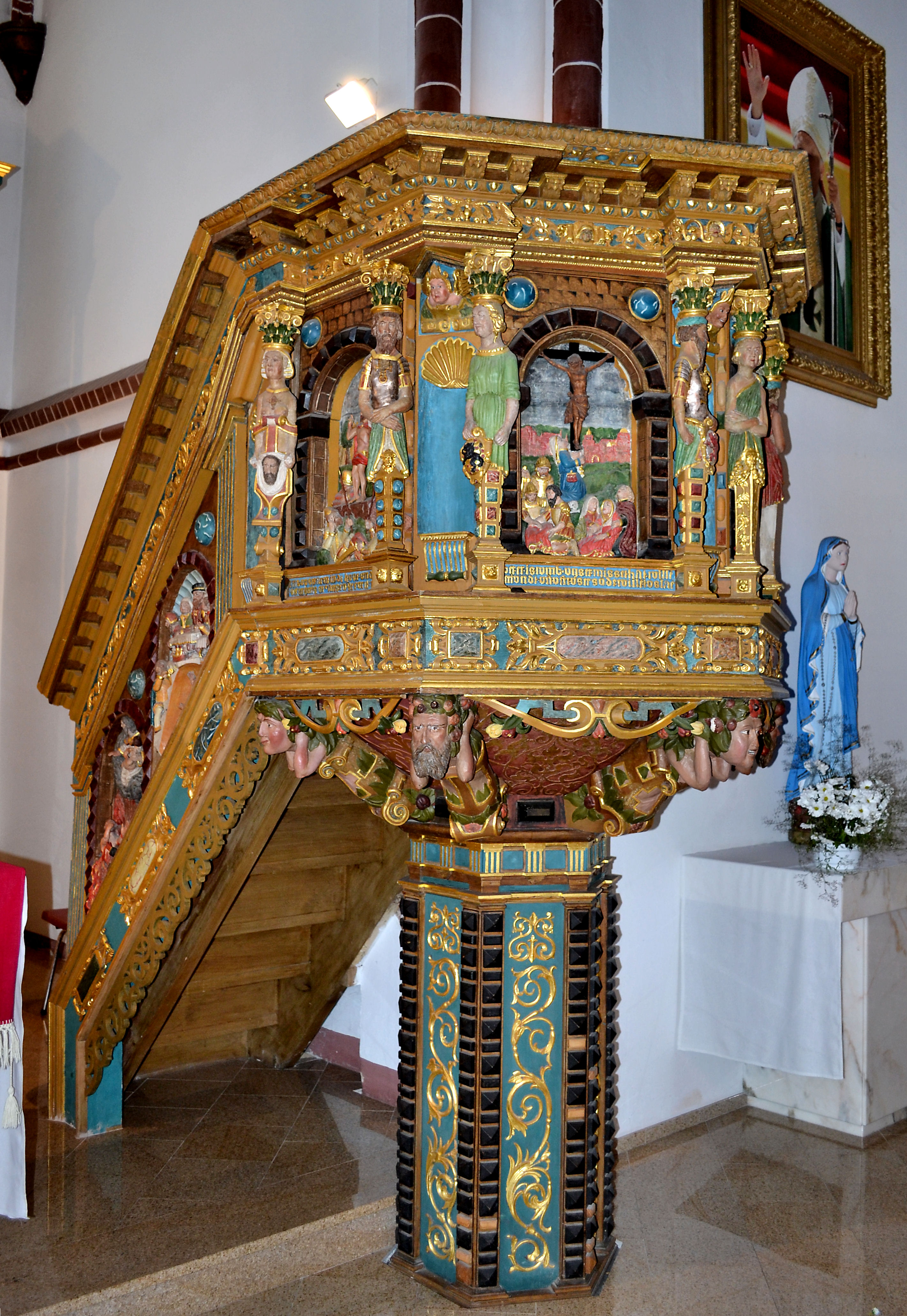
Kanzel

## Kirchspiel
Die Bevölkerung in Hinzendorf gehörte bis 1945 mit großer Mehrheit der evangelischen Konfession an. Die Protestanten aus Hinzendorf gehörten zum evangelischen Kirchspiel Friedrichswalde, die Katholiken zum katholischen Kirchspiel Louisenthal.